# Adolfo Tito Yllana
Adolfo Tito Camacho Yllana (né le 6 février 1948) est un prélat philippin de l'Église catholique qui travaille au service diplomatique du Saint-Siège. Il est archevêque et nonce apostolique depuis 2001, nonce apostolique en Israël (en) ainsi que délégué apostolique à Jérusalem et en Palestine depuis juin 2021.

## Biographie
Adolfo Tito Yllana est né le 6 février 1948 à Naga, Philippines. Il entreprend des études religieuses au Séminaire du Saint Rosaire (en), également dans la même ville. Le 19 mars 1972, il est ordonné prêtre de l'archidiocèse de Cáceres (en). Il obtient ensuite un doctorat en droit civil et canonique à l'Université pontificale du Latran à Rome et entame sa carrière diplomatique après avoir terminé ses études à l'Académie pontificale ecclésiastique, la première académie du corps diplomatique au Vatican.

## Carrière diplomatique
Ses premiers postes diplomatiques sont au Ghana (en), au Sri Lanka (en), en Turquie (en), au Liban (en), en Hongrie et à Taïwan (en).
Le 13 décembre 2001, il est nommé archevêque titulaire de Montecorvino (de) et nonce apostolique en Papouasie-Nouvelle-Guinée (en). Il est consacré par le pape Jean-Paul II le 6 janvier 2002 dans la basilique Saint-Pierre de Rome. Il se voit alors confier la responsabilité supplémentaire de nonce apostolique aux Îles Salomon (en)
Il est nommé nonce apostolique au Pakistan (en)le 31 mars 2006 par le pape Benoît XVI. En novembre 2007, Yllana se joint aux célébrations du 100e anniversaire de la cathédrale du Sacré-Cœur de Lahore, avec un message spécial du pape Benoît XVI à la congrégation locale.
Le 21 septembre 2009, il préside à la consécration dans la cathédrale Saint-Joseph de Rawalpindi (en) du nouvel évêque coadjuteur d'Islamabad-Rawalpindi (en), Rufin Anthony (en). Plus de 1 500 personnes assistent à l'événement.
Le 17 avril 2010, le diocèse de Faisalabad (en) a organisé une cérémonie spéciale pour célébrer son jubilé d'or. L'archevêque Yllana, l'évêque Joseph Coutts (Faisalabad), l'archevêque Lawrence Saldanha (en) (Lahore), et l'évêque Andrew Francis (en) (Multan) prennent la parole à cette occasion. Lors de la messe du jubilé à la cathédrale Saint-Pierre-et-Saint-Paul de Faisalabad (en), à laquelle assistent environ 5 000 catholiques de 21 paroisses, l'archevêque Yllana déclare que le Vatican était heureux de voir le nombre de vocations sacerdotales et religieuses dans le diocèse.
Le 20 novembre 2010, Benoît XVI nomme Yllana nonce apostolique en République démocratique du Congo (en). Le 17 février 2015, Pape François nomme Yllana nonce apostolique en Australie (en).
Le 3 juin 2021, le pape François le nomme nonce apostolique en Israël (en) et à Chypre (en) ainsi que délégué apostolique à Jérusalem et en Palestine (en).
Le 17 février 2023, le pape François confie ses fonctions à Chypre à Giovanni Pietro Dal Toso (en).